# Mount Howe
Mount Howe är ett berg i Antarktis. Det ligger i den centrala delen av kontinenten. Inget land gör anspråk på området. Toppen på Mount Howe är 2 930 meter över havet.
Terrängen runt Mount Howe är kuperad åt nordost, men åt sydväst är den platt. Mount Howe är den högsta punkten i trakten. Trakten är obefolkad. Det finns inga samhällen i närheten.